# Hypnotized
Hypnotized is een nummer van de Duitse dj Purple Disco Machine en de Britse band Sophie and the Giants uit 2020.
"Hypnotized" werd een hit in diverse Europese landen. Het bereikte de 11e positie in Duitsland, het thuisland van Purple Disco Machine. In het Nederlandse taalgebied werd het nummer een sleeper hit; het werd in het voorjaar van 2020 al door diverse radiostations gedraaid maar wist niet tot in de hitlijsten door te dringen. Pas eind 2020 kwam het nummer in de Nederlandse Tipparade terecht, en uiteindelijk lukte het begin 2021 om de Top 40 binnen te komen. De plaat haalde daar de 7e positie en werd alsnog een grote hit. In 2021 was "Hypnotized" zelfs de meest gedraaide plaat op de Nederlandse radio. Ook in de Vlaamse Ultratop 50 genoot het nummer veel succes; daar haalde het de 9e positie.